# Alvega e Concavada
Alvega e Concavada (oficialmente: União das freguesias de Alvega e Concavada) é uma freguesia portuguesa do município de Abrantes, com 75,85 km² de área e 1771 habitantes (censo de 2021). A sua densidade populacional é 23,3 hab./km².

## História
Foi constituída em 2013, no âmbito de uma reforma administrativa nacional, pela agregação das antigas freguesias de Alvega e Concavada com sede em Alvega.

## Demografia
A população registada nos censos foi:
| Distribuição da População por Grupos Etários | Distribuição da População por Grupos Etários | Distribuição da População por Grupos Etários | Distribuição da População por Grupos Etários | Distribuição da População por Grupos Etários | Distribuição da População por Grupos Etários |
| -------------------------------------------- | -------------------------------------------- | -------------------------------------------- | -------------------------------------------- | -------------------------------------------- | -------------------------------------------- |
| Antes da agregação                           |                                              |                                              |                                              |                                              |                                              |
| Ano                                          | 0-14 anos                                    | 15-24 anos                                   | 25-64 anos                                   | >= 65 anos                                   | Total                                        |
| 2001                                         | 307                                          | 349                                          | 1135                                         | 672                                          | 2463                                         |
| 2011                                         | 252                                          | 182                                          | 1076                                         | 642                                          | 2152                                         |
| Após a agregação                             |                                              |                                              |                                              |                                              |                                              |
| Ano                                          | 0-14 anos                                    | 15-24 anos                                   | 25-64 anos                                   | >= 65 anos                                   | Total                                        |
| 2021                                         | 163                                          | 149                                          | 833                                          | 626                                          | 1771                                         |